# هوآزو
هوآزو (انگلیسی: Huazhu) شرکت مهمان‌نوازی چینی است، که در سال ۲۰۰۵ تأسیس شد.